# الطريق السيارة رقم 3 (تونس)
| شبكة الطرقات التونسية |                                                   |
| الطريق السيارة رقم 3  |                                                   |
|                       |                                                   |
| الطول                 | 121 كم                                            |
| الافتتاح              | يوليو 2005                                        |
| الاتجاه               | شرق - غرب                                         |
| الحد الي              | تونس على مستوى الطريق الوطنية رقم 5               |
| الحد الي              | بوسالم على مستوى الطريق الوطنية رقم 6             |
| المدن الرئيسية        | تونس مجاز الباب وادي الزرقاء بوسالم               |
| الشبكة                | الطرقات السيارة التونسية الطريق السيارة المغاربية |
|                       |                                                   |

الطريق السيارة رقم 3 تقع في الجمهورية التونسية و تربط تونس العاصمة بواد الزرقاء (66،3 كم)، و يندرج ضمن مشروع الطريق السيارة المغاربية لإنهاء الطريق السيارة التي تربط الحدود التونسية بالحدود الجزائرية عبر مدينة بوسالم بطول إجمالي يبلغ 201 كلم.
القسم الأول من الطريق السيارة يربط مجاز الباب بتونس العاصمة، اُفتتح في يوليو 2005، و الجزء الثاني يربط مجاز الباب بواد الزرقاء، دشن في 20 فبراير 2006. في مايو 2012 تم تمديده بطول 54 كلم ليتم افتتاحه في 26 نوفمبر 2016.
المسار الحالي، يكلف حوالي 225 مليون دينار تونسي، و يحتوي 6 جسور يبلغ طولها جميعا 350 متر، و 17 عمل فني، 122 بالوعة مياه، و 25 معبر يقطع الطريق فوقه و تحته، مع 4 تقاطعات، و 2 فضاء استراحة، و 5 مآصر (محطّة استخلاص). 
كثافة الطريق، تقدر ببين 000 10 و 000 24 سيارة في اليوم.

## مواصفات الطريق

### المخارج و التقاطعات
- - 01, مع  محول بين أ3 و المرناقية (بي كا 5+500)
- محطّة استخلاص «الفجة» (بي كا 11+500)
- - 02, برج العامري (بي كا 18+000) مع  محطّة استخلاص.
- - 03, مجاز الباب (بي كا 42+500) مع  محطّة استخلاص.
- - 04, مع  محول بين أ3 و الطريق الوطنية 5 (بي كا 56+600) مع  محطّة استخلاص.
- محطّة استخلاص في قلب الطريق (بي كا 62+200)

## أماكن حساسة
- معبر جبل سيدي صالح في بداية الطريق أ 3 (قرابة 2 كيلومتر).
- التضاريس الجبلية في جهة سلوغية قرب جبل بومرة (قرابة 2 كيلومتر).

## إنشاءات مستقبلية
الجزء الثاني من أ 3 المفترض إنشائه، يمتد من مدينة بوسالم وصولا إلى الحدود التونسية الجزائرية على طول حوالي 80 كم.

## الولايات المعبورة
الطريق السيارة أ3 يعبر 4 ولايات تونسية، و القائمة أسفله تحتوي المدن الملاصقة للطريق السيارة:
- ولاية تونس:
  - تونس العاصمة
- ولاية منوبة:
  - المرناقية
  - برج العامري
- ولاية باجة
  - مجاز الباب
  - واد الزرقاء
  - باجة
- ولاية جندوبة:
  - بوسالم
  - جندوبة
  - فرنانة

## مقالات ذات صلة
- قائمة الطرقات السيارة في تونس*طرقات دولية في تونس